# Rajon Ovtja Kupel
rajon Ovtja Kupel (bulgariska: Район Овча Купел) är ett distrikt i Bulgarien.   Det ligger i kommunen Stolitjna Obsjtina och regionen Sofija-grad, i den västra delen av landet, 9 km väster om huvudstaden Sofia.
Runt rajon Ovtja Kupel är det i huvudsak tätbebyggt. Runt rajon Ovtja Kupel är det tätbefolkat, med 849 invånare per kvadratkilometer.